# Virginia Scardanzan
Virginia Scardanzan (Preganziol, 12 febbraio 1998) è un'astista italiana.

## Biografia
Nata a Preganziol in provincia di Treviso, Ha praticato la ginnastica artistica dai 5 ai 13 anni arrivando a competere in Serie A2 GAF con la Gymnasium di Treviso. Guardando le gare in TV si è appassionata all'atletica leggera, e smessa l'attibità di ginnasta, ha iniziato a praticare prima il salto in lungo, poi il salto in alto ed infine il salto con l'asta.
Nel 2017 ha partecipato ai campionati europei under 20.
Nel 2018 si trasferisce negli Stati Uniti prima all'Università statale della California e successivamente alla Washburn University per studiare e laurearsi in chinesiologia, nell'ottobre 2024 si trasferisce in Ontario nel Canada.
Nel 2025 giunge terza ai campionati italiani assoluti indoor nel salto con l'asta e successivamente viene convocata per i campionati europei indoor di Apeldoorn nei Paesi Bassi.

## Progressione

### Salto con l'asta
| Stagione | Misura    | Luogo      | Data      | Rank. Mond. |
| -------- | --------- | ---------- | --------- | ----------- |
| 2025     | 4,40 m(i) | Windsor    | 10-1-2025 |             |
| 2024     | 4,42 m    | Hof        | 20-7-2024 |             |
| 2023     | 4,45 m    | Chiari     | 4-9-2023  |             |
| 2022     | 4,30 m    | Kearney    | 14-5-2022 |             |
| 2021     | 4,35 m    | Kearney    | 15-5-2021 |             |
| 2020     | 3,93 m(i) | Pittsburgh | 1-2-2020  |             |
| 2019     | 3,80 m    | Rieti      | 8-6-2019  |             |
| 2018     | 3,72 m(i) | Maryville  | 8-12-2018 |             |
| 2017     | 3,95 m(i) | Ancona     | 5-2-2017  |             |
| 2016     | 3,80 m(i) | Ancona     | 7-2-2016  |             |
| 2015     | 3,55 m(i) | Ancona     | 15-2-2015 |             |
| 2014     | 3,40 m    | Padova     | 21-9-2014 |             |

## Palmarès
| Anno | Manifestazione | Sede      | Evento           | Risultato      | Prestazione | Note |
| ---- | -------------- | --------- | ---------------- | -------------- | ----------- | ---- |
| 2017 | Europei U20    | Grosseto  | Salto con l'asta | Qualificazione | 3,70 m      |      |
| 2025 | Europei indoor | Apeldoorn | Salto con l'asta | 13ª (q)        | 4,30 m      |      |

## Campionati nazionali
- 1 volta campionessa nazionale juniores indoor del salto con l'asta (2017)
- 1 volta campionessa nazionale juniores del salto con l'asta (2017)

2015
- Argento ai campionati italiani allievi indoor (Ancona), salto con l'asta - 3,55 m

2016
- Argento ai campionati italiani juniores indoor (Ancona), salto con l'asta - 3,80 m
- 10ª ai campionati italiani assoluti indoor (Ancona), salto con l'asta - 3,80 m
- Argento ai campionati italiani juniores (Bressanone), salto con l'asta - 3,70 m
- 7ª in qualificazione ai campionati italiani assoluti (Rieti), salto con l'asta - 3,50 m

2017
- Oro ai campionati italiani juniores indoor (Ancona), salto con l'asta - 3,95 m
- 11ª ai campionati italiani assoluti indoor (Ancona), salto con l'asta - 3,60 m
- Oro ai campionati italiani juniores (Firenze), salto con l'asta - 3,90 m
- 11ª in qualificazione ai campionati italiani assoluti (Trieste), salto con l'asta - 3,80 m

2018
- Bronzo ai campionati italiani promesse (Agropoli), salto con l'asta - 3,70 m

2019
- 5ª ai campionati italiani promesse (Rieti), salto con l'asta - 3,80 m
- 12ª in qualificazione ai campionati italiani assoluti (Bressanone), salto con l'asta - 3,60 m

2020
- 12ª ai campionati italiani assoluti (Padova), salto con l'asta - 3,70 m
- Bronzo ai campionati italiani promesse (Grosseto), salto con l'asta - 3,80 m

2021
- Argento ai campionati italiani assoluti (Rovereto), salto con l'asta - 4,30 m[6]

2022
- Bronzo ai campionati italiani assoluti (Rieti), salto con l'asta - 4,30 m =[7]

2023
- 6ª ai campionati italiani assoluti indoor (Ancona), salto con l'asta - 4,27 m [8]
- 5ª ai campionati italiani assoluti (Molfetta), salto con l'asta - 4,25 m [9]

2024
- Bronzo ai campionati italiani assoluti indoor (Ancona), salto con l'asta - 4,30 m =[10]
- 5ª ai campionati italiani assoluti (La Spezia), salto in alto - 4,15 m[11]

2025
- Bronzo ai campionati italiani assoluti, salto con l'asta - 4,12 m
- Bronzo ai campionati italiani assoluti indoor (Ancona), salto con l'asta - 4,30 m [12]